# Rafael Puig i Valls
Rafael Puig i Valls (Tarragona, 31 de maig del 1845 - 10 de gener de 1920) va ser un enginyer forestal, defensor del medi natural i fundador de la Festa de l'arbre a Catalunya.

## Biografia
A Villaviciosa de Odón estudià la carrera d'Enginyer de Forest, que acabà el 1863; posteriorment, es titulà com a enginyer forestal (1869). Entrà al cos de forests de l'Estat, i acabà amb el càrrec d'enginyer en cap del districte forestal de Barcelona, Girona i Balears, fins a la seva jubilació anticipada el 1907 a causa de l'arterioesclerosi. Va ser secretari de la Societat Econòmica d'Amics del País (1872-1874) i del consell de l'Exposició Universal de Barcelona de 1888, vocal de la junta del govern de l'Institut Agrícola Català de Sant Isidre durant vuit anys (pel cap baix, entre 1903 i 1906) i president de la Real Academia de Ciencias y Artes de Barcelona (1892-1894 i 1904-1906)  Arxivat 2013-06-01 a Wayback Machine.. Col·laborador de La Vanguardia, també publicà diversos treballs de tema forestal. Juntament amb Victorià Felip, proposà la construcció del ferrocarril de Manresa a Berga.

### Rafael Puig i la defensa del medi natural
| « | L'arbre és la bellesa dels paisatges, la defensa de les conques i la providència de les muntanyes | » |

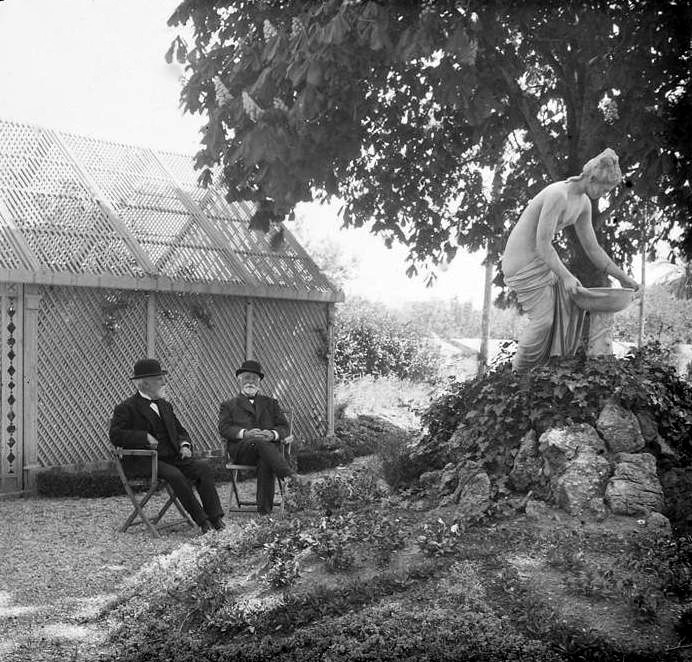
Els germans Puig i Valls al seu jardí (any 1916)

Puig va protagonitzar una llarga lluita en defensa del medi natural. Ultra els molts escrits que publicà, el 1884 formà part d'una comissió que es proposava d'organitzar una lliga ciutadana que treballés en defensa dels boscos, i que redactà un projecte de repoblació forestal de la serra de Collserola. Posteriorment, Rafael Puig també proposà que es creessin espais protegits a la muntanya de Montserrat (la primera proposta d'aquesta mena en l'estat espanyol  Arxivat 2010-04-02 a Wayback Machine.), a les serres del Tibidabo i del Montseny i al paratge del Cap de Creus (6 d'abril del 1902). Entre el 1896 i el 1902 presidí i treballà activament, en la Comissió per la fixació de les dunes que, procedents del port de Roses, afectaven Torroella de Montgrí, L'Escala i Sant Pere Pescador .
Convençut de la necessitat de promoure el respecte als boscos i la repoblació forestal, instituí el 1899 la Festa de l'Arbre a Catalunya, i treballà tant a Catalunya, com en congressos i jornades arreu d'Europa (per exemple en el "Congrés Internacional de Silvicultura" de París del 1910 ) per a difondre-la. En reconeixement d'aquesta tasca, el govern francès l'imposà la Legió d'Honor en el transcurs de l'Exposició Universal de París del 1904.
Considerat un precursor de l'educació ambiental, en la finca que envoltava la seva casa, la Quinta de Sant Rafael de Tarragona, plantà una gran quantitat d'espècies d'arbres, identificats amb una voluntat clarament pedagògica. Modernament, una part d'aquesta finca s'han convertit en el Parc de la Ciutat de Tarragona; el 2007, i en el marc del "Segon Congrés Forestal Català", s'hi inaugurà un medalló amb l'efígie de Rafael Puig .

## Escrits
- Arenas voladoras del N.E. de España: estudio del régimen de su invasión continental, y medios proyectados Barcelona: Real Academia de Ciencias y Artes, 1899
- La Asociación y la cooperación en el campo Barcelona: Tipografía Española, 1897
- Breves consideraciones sobre la importancia industrial, minera, agrícola y forestal de la alta cuenca del Llobregat Madrid: Imp. de Moreno y Rojas, 1881
- Crónica de la Fiesta del Árbol en España Barcelona: Talleres gráficos de José Casamajó, 1909
- Cronica de la Fiesta del Arbol en España, en 1910 - Año XIII de su publicacion Barcelona: 1910
- Cronica de la Fiesta del Arbol en España y en 1911 Barcelona: Imprenta-Elzeviriana de Borrás Mestres, 1911
- Exposición Universal de Chicago: Notas científicas Barcelona: Diputación Provincial de Barcelona, 1896
- Ferro-carril económico o tranvia movida a vapor entre las ciudades de Manresa y Berga siguiendo el valle del rio Llobregat Barcelona: Imprenta Barcelonesa, 1881
- El Llobregat: sus cuencas alta, media y baja Barcelona: Real Academia de Ciencias y Artes, 1904
- Memoria sobre la exposición colombina de Chicago desde el punto de vista industrial y comercial Barcelona: Fomento del Trabajo Nacional, 1895
- Nota acerca de las causas de la humedad existente en las dunas de Torroella de Montgrí leída en la Real Academia de Ciencias y Artes de Barcelona Madrid: Imp. de Ricardo Rojas, 1897
- La Phylloxera Vastatrix en el partido de las afueras de Barcelona Barcelona: Imprenta de Luis Tasso, 1888
- Problema de meteorología pirenaica Barcelona: Real Academia de Ciencias y Artes, 1903
- Viaje á América: Estados Unidos, Exposición Universal de Chicago, México, Cuba y Puerto Rico Barcelona: Tipografía de Luis Tasso, 1894-1895